# Исламска заједница Косова
Исламска заједница Косова (алб. Bashkësia Islame e Kosovës) чини самостални мешихат и делује на подручју Косова и Метохије и општина Прешево, Бујановац и Медвеђа. Основана је 1993. године, а центар јој се налази у Приштини. На челу ове исламске заједнице је главни муфтија, а заједница је организована у осам административних региона са центрима у Приштини, Гњилану, Косовској Митровици, Призрену, Пећи, Урошевцу, Прешеву и Ђаковици.
Најважније образовне институције Исламске заједнице Косова налазе се у Приштини, где поред Алаудин медресе, од 1992. године постоји и Факултет исламских наука. Мешихат објављује часописе Едуката Ислама и Дитуриа Исламе, на албанском језику. 

## Структура
Исламска заједница Косова је подељена на 8 региона (Савета Исламске заједнице):
- Савет Исламске заједнице Приштине
- Савет Исламске заједнице Гњилана
- Савет Исламске заједнице Косовске Митровице
- Савет Исламске заједнице Призрена
- Савет Исламске заједнице Пећи
- Савет Исламске заједнице Урошевца
- Савет Исламске заједнице Ђаковице
- Савет Исламске заједнице Прешева